# Amerigoniscus georgiensis
Amerigoniscus georgiensis är en kräftdjursart som beskrevs av Albert Vandel 1977. Amerigoniscus georgiensis ingår i släktet Amerigoniscus och familjen Trichoniscidae. Inga underarter finns listade i Catalogue of Life.